# Fidus Achates

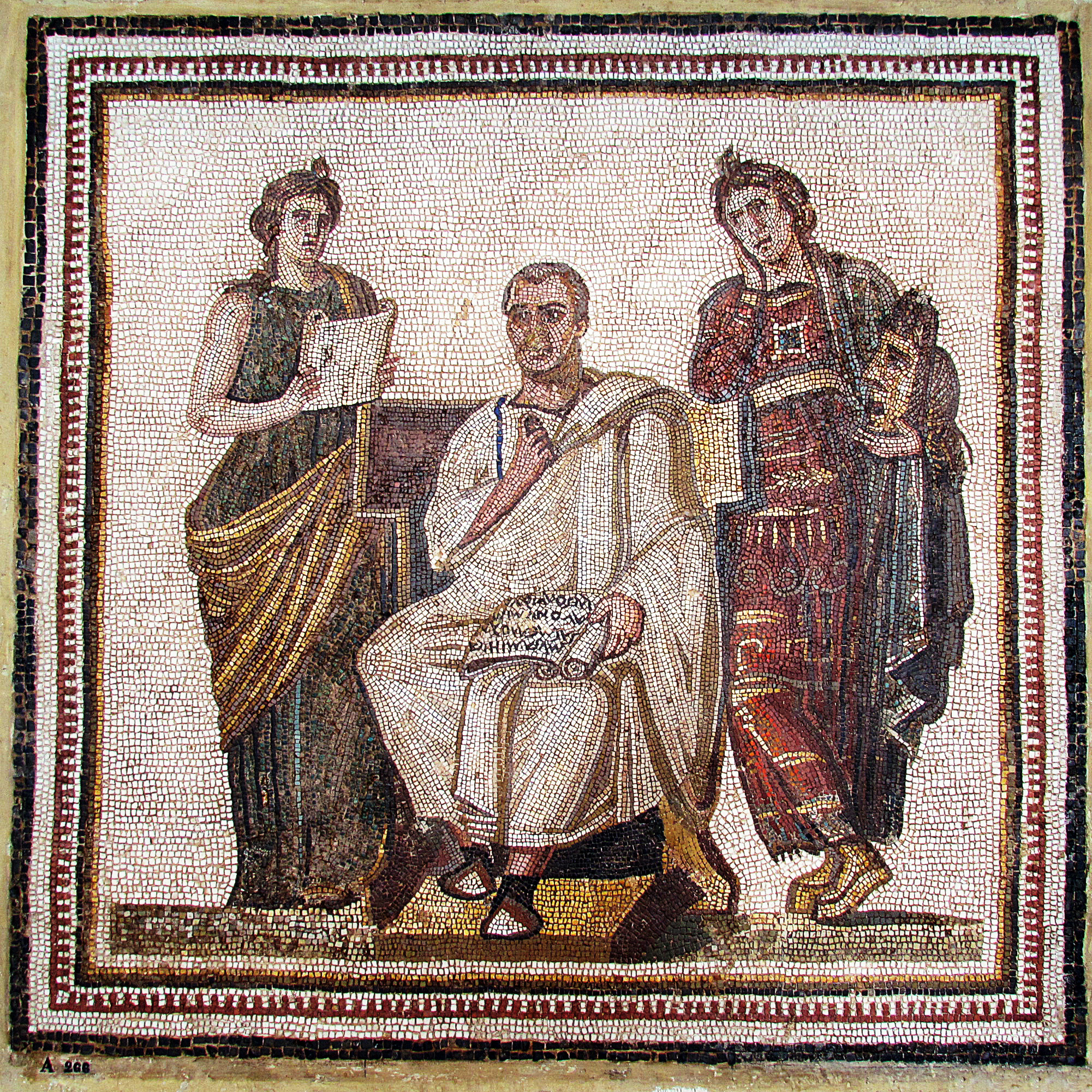
Virgilio con lEneide tra Clio e Melpomene (Museo nazionale del Bardo, Tunisi)

La locuzione latina Fidus Achates, tradotta letteralmente, significa fedele Acate (Virgilio, Eneide, VI, 158).
Acate era uno dei più fidati amici di Enea, l'alter ego dell'eroe troiano. La frase è usata per indicare un amico indivisibile.